# Barcelona de Serveis Municipals
Barcelona de Serveis Municipals (BSM) es una empresa del Ayuntamiento de Barcelona que nació a finales de 2002 para sustituir a la antigua SMASSA, con el objetivo de prestar servicios y gestionar las infraestructuras de la ciudad relacionadas con la movilidad y el ocio. Su directora general desde 2017 es Marta Labata, nombrada por el gobierno de Ada Colau, y desde 2016 el presidente del Consejo de Administración es Jaume Collboni y el vicepresidente, Gerardo Pisarello. La designación de los miembros del Consejo de Administración es proporcional a la representación de los partidos en el pleno del Ayuntamiento de Barcelona.
Los servicios relacionados con la movilidad que gestiona son: el estacionamiento del Área Verde, la red de aparcamientos subterráneos municipales, el servicio de grúa, el Bicing y las estaciones de autobuses del Norte y San Andrés.
En cuanto a los servicios de ocio, B:SM se encarga de la gestión de las instalaciones del Anillo Olímpico de Montjuic, el Barcelona Teatre Musical (BTM), el Parque del Fórum y el Parc de Montjuïc. También dirige el pabellón de la Mar Bella, el Velódromo de Horta y gestiona el Parque de Atracciones del Tibidabo, así como el Parque Zoológico de Barcelona.
En 2011 se creó Bamsa, con una participación del 40% de B:SM y el 60% de Saba, gestionando un total de 26 aparcamientos en el centro de Barcelona, con la intención de utilizar los recursos económicos generados para financiar vivienda social de alquiler.
Otras empresas en las que participa B:SM son Tersa, dedicada al tratamiento y selección de residuos, con un 58,6% del capital; Mercabarna, con una participación del 50,7%; y Mémora, Catalana d’Iniciatives, GL Events y Ecoenergies, en las que mantiene participaciones minoritarias.